# Diaptomus caducus
Diaptomus caducus är en kräftdjursart som beskrevs av S.F. Light. Diaptomus caducus ingår i släktet Diaptomus och familjen Diaptomidae. Inga underarter finns listade i Catalogue of Life.